# 加沙干河自然保护区
加沙干河自然保护区（阿拉伯语：‎）是巴勒斯坦民族权力机构环境质量局2000年6月设立的一个自然保护区。范围包括加沙地带范围内的加沙干河及其河漫灘及河岸。
加沙干河此前被选为国际鸟盟重点鸟区，是古北界和旧热带界之间重要的鸟类迁徙停歇地。
加沙干河沿海湿地于2012年4月列入联合国教科文组织世界遗产名录的暂定名单。
对该地区进行保护的重要性最早于1988年记录，随后的调查工作确定了该地区需要的保护程度。保护区最早包含了干河周边的更宽广的范围，但受到当地反对者的压力，保护区被设置在一个更狭窄的范围内。
该地区是加沙唯一具有独特的生物多样性景观的沿海湿地，也是地中海东岸为数不多的湿地之一，受到人类活动和土地开发的威胁。
加沙干河总长度105公里，其中在加沙地带有9公里，它在加沙地带的河道宽度在20至270米之间，最宽的地方位于31°27′51″N 34°22′34″E / 31.464057°N 34.376179°E的河口。